# Церковь Божьего Милосердия (Краков, На-Взгужах)
Церковь Божьего Милосердия (пол. Kościół Miłosierdzia Bożego) — католическая церковь, находящаяся в Кракове, Польша. Храм располагается в оседле На-Взгужах краковской дзельницы XVII Взгужа-Кшеславицке.

## История
В конце 70-х годов краковский архиепископ кардинал Кароль Войтыла произвёл реорганизацию новогутских, могильских и бенчицких приходов, поделив их на меньшие размеры. Территория одного из новых приходов распространялась на оседле На Стоку, На Взгужах и Гренбалув. 24 мая 1980 года краковские власти выдали разрешение на строительство нового храма в оседле На Взгужах. В мае 1981 года церковные власти утвердили проект нового храма, составленный краковским архитектором Витольдом Церцкевичем. 25 октября 1981 года краковский архиепископ кардинал Франтишек выпустил декрет, которым утвердил новый приход в оседле На Взгужах.
В мае 1982 года началось строительство храма Божьего Милосердия. 23 июня 1983 года Римский папа Иоанн Павел II во время своего пребывания в Польше освятил краеугольный камень для церкви Божьего Милосердия. В 1985 году началось строительство колокольни высотой 40 метров, на которой были установлены три колокола.
7 июня 1985 года состоялось освящение церкви Божьего Милосердия, которое совершил кардинал Франтишек Махарский.
В 1994 году в церкви был установлен орган.